# Tiền (rivier)
De Tiền (Vietnamees: Sông Tiền) is een rivier in de Mekong-delta, het zuidwestelijk gebied van Vietnam. Het is de meest westelijke vertakking van de Mekong die onder haar Vietnamese naam vanaf de grens naar de Zuid-Chinese Zee stroomt. 
Bij de grensdorpen Vĩnh Xương en Thường Phước 1 splitsen een aantal afwateringskanalen zich af van de hoofdstroom. De hoofdstroom heet vanaf dit punt de Tiền.
De rivier vormt de natuurlijke grens tussen de provincies An Giang en Đồng Tháp. Verder stroomt de rivier door de provincies Tiền Giang, Vĩnh Long, Bến Tre và Trà Vinh. Een van de bekendste bruggen over de rivier is de Rạch Miễubrug, die Mỹ Tho en Châu Thành met elkaar verbinden. De totale lengte van deze tuibrug bedraagt meer dan 8000 meter.